# Valarna i Tanganyikasjön
Valarna i Tanganyikasjön är en roman av Lennart Hagerfors från 1985. Den handlar om Henry Morton Stanleys berömda expedition år 1871-72 för att finna den försvunne missionären David Livingstone. Huvudpersonen är den engelske sjömannen William Shaw, som är berättaren i denna dagboksroman. William Shaw var även i verkligheten en av de två vita kompanjoner som Stanley hade med sig på sin expedition.
Valarna i Tanganyikasjön är i stor utsträckning baserad Stanleys egen skildring av expeditionen, Huru jag fann Livingstone från år 1872, och följer i alla fall inledningsvis det verkliga händelseförloppet i hög grad. Trots detta är Valarna i Tanganyikasjön långt mer än en banal reseskildring. Lyriskt berättar Shaw om den oerhörda naturliga mångfald han upplever i Afrika, de tidlösa skogarnas outgrundliga tystnad, om savannens hetta och dess invånare, elefanterna och noshörningarna. Ett problem som Hagerfors har är naturligtvis det faktum att den verklige Shaw lämnar expeditionen innan de nått Livingstone i Ujiji, varpå han avlider. Det löser han i samma anda av naturromantik genom att låta Shaw födas på nytt i en sorts magisk samhörighet med naturen.
Hagerfors ger i sin roman en annan bild av Stanley än den han själv vill låta påskina i Huru jag fann Livingstone. Stanley skildras som en känslolös despot, samtidigt som han görs löjlig och berövas sin manlighet. Mot denne omänskligt disciplinerade gestalt ställs Shaw själv, en bräcklig och lättjefull odugling.